# Cultura di Penkovka

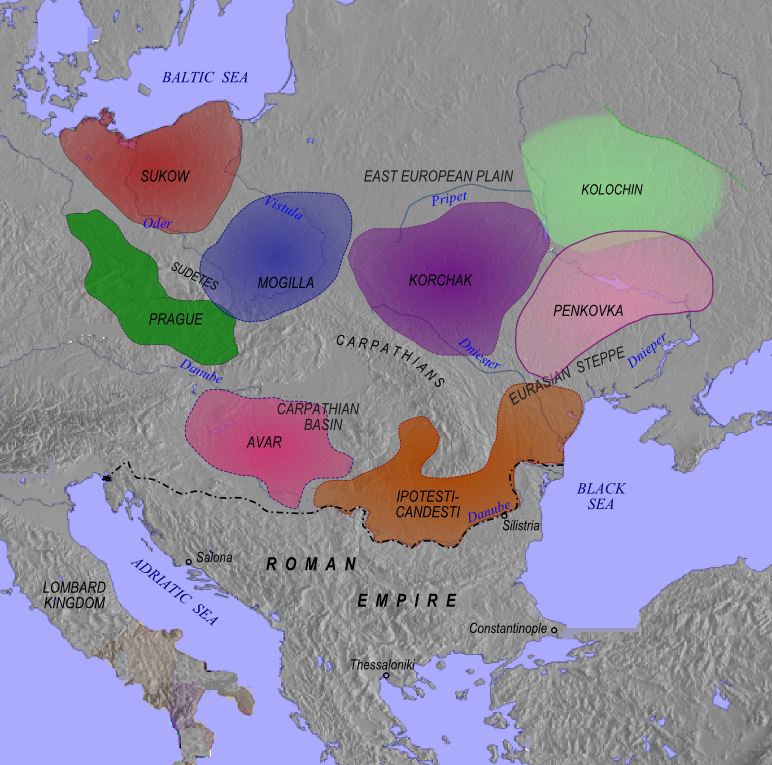
Il gruppo di culture archeologiche di Praga-Penkov-Koločin identificato con le popolazioni protoslave nei secoli VI e VII.

La cultura di Penkovka è una cultura archeologica che si estendeva dall'attuale Ucraina verso la Moldavia giungendo fino in Romania. Il suo limite occidentale è solitamente considerato il medio corso dei fiumi Prut e Dnestr, dove avveniva il contatto con la cultura di Korčak. I portatori di questa cultura sono comunemente identificati con gli Anti della storiografia bizantina del VI secolo.

## Geografia
Il nucleo della cultura sembra risiedere nella Riva sinistra ucraina, specialmente lungo i fiumi Sula, Sejm, Psel, Donec e Oril, ma il suo territorio si estende alla Riva destra ucraina, e la ceramica di Penkovka si ritrova anche nella Romania orientale e meridionale, dove coesiste con quella fatta al tornio di derivazione tardoromana; qui è riferita alla cultura di Ipoteşti-Cândeşti dagli archeologi romeni. La ceramica del tipo di Penkovka è stata trovata anche in forti bizantini nei Balcani nordorientali. Ceramica fatta al tornio di stile "nomade" (detta di Pastyrske o di Saltovo) si ritrova anche nei siti ucraini di Penkovka così come lungo il basso Danubio e in Bulgaria, ma è più frequente nella cultura di Saltovo-Majaki, associata a Bulgari, Cazari e Alani.
I manufatti ceramici di Penkovka si distinguono da quelli di Praga-Korčak per il loro profilo biconico e la tendenza ad avere i bordi estroflessi. Tuttavia, Florin Curta ha ipotizzato che non ci possa essere una correlazione semplice tra i tipi di recipienti fittili e l'etnia dei gruppi che li utilizzava. E. Teodor ha eseguito un'analisi dettagliata dei recipienti fittili del VI secolo nell'Europa sudorientale, scoprendo un quadro complesso che non si può ridurre a due o tre ampie "culture archeologiche", poiché ogni microregione e persino ogni singolo sito mostra peculiarità nel profilo della sua ceramica e nei gradi di connessione con le altre regioni dell'"Europa slava".

## Insediamenti della cultura di Penkovka
Gli insediamenti della cultura di Penkovka tendevano ad essere situati sulle sponde dei fiumi, di solito come villaggi lineari. Gli edifici avevano di solito forma quadrata, erano fondati su uno scavo nel terreno ed erano provvisti di un forno in un angolo. C'erano anche edifici tondeggianti, non ritrovati altrove nei territori slavi, che sono stati associati a un'influenza dei nomadi. Essi sono comunque diversi dalle iurte tradizionali dei nomadi. Gli insediamenti tendevano ad essere abbandonati dopo un certo periodo ed erano spesso rioccupati a distanza di anni, riflettendo la forma di agricoltura itinerante praticata dalla popolazione. Si conoscono due siti fortificati della regione di Penkovka-Seliste e Pastyrske. Quest'ultimo è stato scavato a fondo, e sembrerebbe trattarsi di una fortificazione dell'età del ferro che fu occupata anche nell'alto medioevo. Con un'area di 25 ettari, comprendeva numerosi edifici di abitazione così come probe di attività industriali specializzate. Szmoniewski sostiene che "Pastyrs'ke può essere stato anche un centro di potere politico, la sede di un capo con autorità sul territorio".
Si trovano due forme di sepoltura a nord del Mar Nero nei secoli VI e VII. Le tombe poveramente corredate a cremazione, con urne oppure fosse superficiali, sono concentrate nella zona della steppa boscosa; inumazioni corredate in modo più elaborato si trovano nella steppa aperta. Queste sono tradizionalmente attribuite a nomadi "turchi", mentre le sepolture a cremazione sarebbero un rito tipicamente slavo. Tuttavia, un'attribuzione etnica dirimente è stata messa in dubbio, poiché gli oggetti fittili e metallici trovati nelle inumazioni di "nomadi" mostrano chiare analogie con quelli ritrovati negli insediamenti "slavi" nella steppa boscosa. Perciò Curta ha suggerito che le sepolture a inumazione rappresentassero un segno di distinzione sociale per i capi e i maggiorenti degli insediamenti delle zone di steppa boscosa.

## Le "Antichità ante"
Un altro insieme di elementi culturali spesso attribuiti agli Anti è dato dai numerosi accumuli di ornamenti d'oro e d'argento risalenti al VII secolo, chiamati "Antichità ante" o della "cultura di Martynovka". Dalla fine del XIX secolo gli studiosi hanno dibattuto a chi appartenessero gli elementi di Martynovka; A. Spicyn li attribuiva agli Anti protoslavi, mentre J. Harmatta pensava piuttosto a gruppi turchi, specificamente ai Kutriguri. La situazione fu messa in chiaro quando l'analisi di Curta rivelò che, al principio del VII secolo, tali oggetti di metallo apparvero in mucchietti depositati nella steppa boscosa, mentre quelli posti come offerte per i defunti in sepolture di nomadi sarebbero accumuli posteriori. Così, di nuovo, l'analisi di Curta suggerisce che l'utilizzo degli ornamenti variasse col tempo e fosse legato allo stato sociale e al sesso: come nel VI secolo le élite mostravano il loro status seppellendo tesoretti d'argento nella steppa boscosa, così più tardi questo veniva ostentato con tombe di guerrieri riccamente corredate, fatto indubbiamente legato alla lotta per la supremazia nella regione a nord del Mar Nero tra Avari, Bulgari, Cazari e Göktürk dell'ovest. Gli oggetti metallici tradiscono una varietà d'influenze, specialmente dal mondo dei nomadi delle steppe che di converso mostravano ispirazioni caucasiche, bizantine e sasanidi. Altri elementi ancora mostravano affinità col mondo "balto-slavo" delle foreste dell'Europa orientale.
In generale, l'equazione della cultura di Penkovka e degli accumuli di Martynovka con gli Anti è problematica, poiché tali aspetti culturali si prolungano nell'VIII secolo, molto tempo dopo che gli Anti furono sconfitti dagli Avari nel 602 e cessarono di esistere come entità tribale indipendente. Stili così diffusi non possono essere legati direttamente a un singolo popolo, ma piuttosto riflettono la miriade di popolazioni che esisteva nella zona del Mar nero tra il 450 e il 750 d.C., tra i quali gli Anti, i Kutriguri e i Bulgari.
La prima cultura di Volyncevo, così come quella di Saltovo-Majaki, si sviluppò sulle basi di quelle di Koločin e di Penkovka.